# 니어미스
니어미스(Near miss)는 비행중인 항공기끼리 접근해 충돌할 것 같은 상황을 말한다. 실제 충돌하지는 않더라도 급하게 피하려다가 승객이 사상하는 경우도 있으며, 국제민간항공기구(ICAO:International Civil Aviation Organization)에서는 이를 준사고로 분류하고 있다.

## 같이 보기
- 2001년 일본항공 근접 비행 사고